# Roma Ryan
Roma Shane Ryan (n. Belfast, Irlanda del Norte, 20 de enero de 1950) es una escritora, poetisa y letrista irlandesa. Reside en Killiney con su esposo Nicky. Ryan es la letrista principal de los trabajos musicales de Enya, quien ha dicho varias veces que sin la ayuda de Roma y Nicky, «el concepto de Enya» no existiría.
Las letras de Ryan han logrado darle a Enya cuatro Premios Grammy. La canción «May It Be» de la película El Señor de los Anillos: la Comunidad del Anillo fue nominada para un premio Óscar. Su trabajo ha sido usado también en las películas The Frog Prince (1984), Green Card (1990), L. A. Story (1991), Toys (1992), Cry, the Beloved Country (1995), y Reisei to jônetsu no aida (2001), trabajos que forman parte de la música de Enya.
En el 2005, Ryan creó un lenguaje ficticio llamado loxian, el cual es fruto de la inspiración dada por los lenguajes creados por J. R. R. Tolkien. Dicho lenguaje aparece en  Amarantine. También escribió un libro donde cuenta más acerca del loxian, llamado Water Shows the Hidden Heart. Roma y Nicky tienen dos hijas, Ebony y Persia, quienes también contribuyeron con el diseño gráfico del álbum Amarantine.

## Premios y distinciones
Premios Óscar
| Año  | Categoría              | Canción     | Película                                         | Resultado |
| ---- | ---------------------- | ----------- | ------------------------------------------------ | --------- |
| 2002 | Mejor canción original | «May It Be» | El Señor de los Anillos: la Comunidad del Anillo | Nominado  |